# Willie Farakas
Vilmos Farkas, noto con il ring name The Wolfman (Ungheria, 1935 – Toronto, 10 gennaio 2016), è stato un wrestler ungherese naturalizzato canadese.
Noto principalmente per le sue apparizioni nelle federazioni World Wide Wrestling Federation, Maple Leaf Wrestling e All Japan Pro Wrestling negli anni settanta e ottanta.

## Biografia
Vilmos "Willie" Farkas crebbe sotto il regime comunista in Ungheria, poi la sua famiglia si trasferì in Canada nel 1956. Inizialmente lavorò in una piantagione di tabacco prima di darsi al wrestling a seguito di un incontro con Stu Hart (che lo convinse a trasferirsi a Calgary), il quale aveva deciso di allenarlo intravedendo in lui del talento.
Nel 1959 arrivò a Calgary dove lavorò in una fabbrica, allenandosi nel tempo libero con Hart, ma fu nello stesso periodo che Farkas venne arrestato per aver partecipato ad una rissa in un bar e trascorse 18 mesi in carcere. Una volta uscito di prigione, tornò a Ontario nel 1962 dove riprese ad allenarsi ma questa volta con Mikel Scicluna (già allenatore di Dave McKigney e Waldo Von Erich). Terminato l'addestramento, esordì da wrestler lottando nelle federazioni canadesi Stampede Wrestling, International Wrestling e Maple Leaf Wrestling di Frank Tunney.

### World Wide Wrestling Federation
Willie Farkas debuttò nella WWWF nel 1970, lottando inizialmente con il suo vero nome. Dopo un breve tour alle Hawaii per il promoter Ed Francis, tornò con il ring name The Wolfman ("l'uomo lupo"), asserendo di essere stato allevato dai lupi. Veniva scortato al ring dal suo manager Captain Lou Albano, che lo teneva con una catena al collo, sfoggiando capelli lunghi, barba trasandata e stivali di pelo. In questo periodo sfidò, senza successo, i campioni WWWF Heavyweight Bruno Sammartino e Pedro Morales. Nel 1975 ebbe un notevole feud con Morales e Gorilla Monsoon; questa volta il suo manager era Freddie Blassie.

### All Japan Pro Wrestling
In procinto di lasciare la World Wide Wrestling Federation, fece un tour per la All Japan Pro Wrestling in Giappone, lottando spesso in coppia con Bobo Brazil.

### Ritorno in Canada
Al ritorno dal Giappone, tornò a lottare regolarmente in Canada, prevalentemente nella Big Time Wrestling e nella International Wrestling (dove ebbe una faida con The Destroyer). The Wolfman si ritirò dal ring nel 1988 dopo la morte del suo amico e talvolta partner di tag team "The Bearman" Dave McKigney.

### Morte
Morì nel 2016 all'età di 80 anni dopo lunga malattia.